# La Maison d'en face (Sophie)
Pour les articles homonymes, voir La Maison d'en face.
La Maison d'en face est le sixième album de la série Sophie de Jidéhem, paru en 1972. Vingt-huitième aventure de Sophie, elle est publiée pour la première fois dans le journal Spirou en 1963 (no 1297 à no 1318), en tant qu'histoire de la série Starter. Le personnage de Sophie n'apparaissant pas au départ, Jidéhem a rajouté plusieurs pages au moment de la publication pour l'introduire.